# Sélibaby
Sélibaby (arabă سيلبابي) este un oraș în Mauritania. Este reședința regiunii Guidimaka.